# Sân bay Maradi
Sân bay Maradi (IATA: MFQ, ICAO: DRRM) là một sân bay ở thành phố Maradi, Niger.

## Hãng hàng không và điểm đến
| Hãng hàng không | Các điểm đến |
| --------------- | ------------ |
| Niger Airlines  | Niamey       |